# Discografia di Azealia Banks
La discografia di Azealia Banks, rapper e cantautrice statunitense, comprende: un album in studio, tre raccolte, due EP e diciotto singoli come artista principale.

## Album

### Album in studio
| 2014                                                           | Broke with Expensive Taste - Pubblicato: 6 novembre 2014 - Etichetta: Azealia Banks, Prospect Park, Caroline - Formati: CD, LP, download digitale, streaming | 49 | 79 | 58 | 62 | 30 |
| "—" significa che l'album non si è classificato in quel Paese. | |    |    |    |    |    |

### Mixtape
| Anno | Dettagli |
| ---- | --- |
| 2012 | Fantasea - Pubblicato: 11 luglio 2012 - Etichetta: auto-edito - Formati: LP, download digitale, streaming        |
| 2016 | Slay-Z - Pubblicato: 24 marzo 2016 - Etichetta: auto-edito - Formati: download digitale, streaming               |
| 2019 | Yung Rapunxel: Pt. II - Pubblicato: 11 settembre 2019 - Etichetta: Chaos & Glory Recordings - Formati: streaming |

### Extended play
| 2012                                                           | 1991 - Pubblicato: 28 maggio 2012 - Etichetta: Interscope Records, Polydor - Formati: CD, LP, download digitale, streaming | 63 | 97 | 96 | 79 | 133 | - AUS: Oro |
| 2018                                                           | Icy Colors Change - Pubblicato: 20 dicembre 2018 - Etichetta: eOne - Formati: CD, LP, download digitale, streaming         | —  | —  | —  | —  | —   |            |
| "—" significa che l'album non si è classificato in quel Paese. | |    |    |    |    |     |            |

## Singoli

### Come artista principale
| Anno | Singolo                         | Classifiche | Classifiche | Classifiche | Classifiche | Classifiche | Certificazioni    | Album di provenienza       |
| Anno | Singolo                         | AUS         | IRE         | SCO         | UK          | US          | Certificazioni    | Album di provenienza       |
| ---- | ------------------------------- | ----------- | ----------- | ----------- | ----------- | ----------- | ----------------- | -------------------------- |
| 2011 | 212                             | 68          | 7           | 12          | 12          | –           | - UK: Platino (2) | 1991                       |
| 2012 | Liquoricel                      | —           | —           | —           | —           | —           |                   | 1991                       |
| 2013 | Yung Rapunxel                   | —           | —           | —           | 152         | —           |                   | Broke with Expensive Taste |
| 2014 | Heavy Metal and Reflective      | —           | —           | —           | —           | —           |                   | Broke with Expensive Taste |
| 2014 | Chasing Time                    | —           | —           | —           | —           | —           |                   | Broke with Expensive Taste |
| 2015 | Ice Princess                    | —           | —           | —           | —           | —           |                   | Broke with Expensive Taste |
| 2016 | The Big Big Beat                | —           | —           | —           | —           | —           |                   | Slay-Z                     |
| 2017 | Chi Chi                         | —           | —           | —           | —           | —           |                   | /                          |
| 2018 | Anna Wintour                    | —           | —           | —           | —           | —           |                   | /                          |
| 2018 | Treasure Island                 | —           | —           | —           | —           | —           |                   | /                          |
| 2020 | Black Madonna (feat. Lex Luger) | —           | —           | —           | —           | —           |                   | /                          |
| 2021 | Six Flags (feat. Slim Dollars)  | —           | —           | —           | —           | —           |                   | /                          |
| 2021 | Fuck Him All Night              | —           | —           | —           | —           | —           |                   | /                          |
| 2021 | Tarantula                       | —           | —           | —           | —           | —           |                   | /                          |
| 2021 | Wings of a Butterfly            | —           | —           | —           | —           | —           |                   | /                          |
| 2022 | I Rule the World                | —           | —           | —           | —           | —           |                   | /                          |
| 2023 | New Bottega (con Torren Foot)   | —           | —           | —           | —           | —           |                   | /                          |
| 2023 | Dilemma                         | —           | —           | —           | —           | —           |                   | /                          |

### Singoli promozionali
| Anno | Singolo                                       | Classifiche | Album di provenienza       |
| Anno | Singolo                                       | UK          | Album di provenienza       |
| ---- | --------------------------------------------- | ----------- | -------------------------- |
| 2013 | BBD                                           | —           | Broke with Expensive Taste |
| 2013 | ATM Jam (feat. Pharrell)                      | 169         | /                          |
| 2013 | Count Contessa                                | —           | /                          |
| 2017 | Crown                                         | —           | Slay-Z                     |
| 2017 | Escapades                                     | —           | /                          |
| 2018 | Movin' on Up (Coco's Song, Love Beats Rhymes) | —           | /                          |
| 2019 | Playhouse                                     | —           | /                          |
| 2019 | Pyrex Princess                                | —           | /                          |
| 2020 | Slow Hands                                    | —           | /                          |
| 2020 | Salchichón (feat. Onyx)                       | —           | /                          |
| 2020 | Mamma Mia                                     | —           | /                          |
| 2021 | Nirvana                                       | —           | /                          |

## Altri brani entrati in classifica o certificati
| Anno | Titolo | Certificazioni | Album di provenienza       |
| ---- | ------ | -------------- | -------------------------- |
| 2014 | Luxury | - UK: Argento  | Broke with Expensive Taste |

## Collaborazioni
| Anno | Titolo                                          | Artista/i                              | Album di provenienza      |
| ---- | ----------------------------------------------- | -------------------------------------- | ------------------------- |
| 2010 | Physical Motion                                 | Jimmy Edgar                            | XXX                       |
| 2010 | Can't Stop Now (Kicks Like a Mule Remix)        | Major Lazer, Mr. Vegas & Jovi Rockwell | Lazers Never Die          |
| 2012 | Shady Love                                      | Scissor Sisters                        | Magic Hour                |
| 2013 | II. Earth: The Oldest Computer (The Last Night) | Childish Gambino                       | Because the Internet      |
| 2013 | Dark Red Lipstick                               | LoLa Monroe                            | Lipstick and Pistols      |
| 2015 | The Kids Aren't Alright (Remix)                 | Fall Out Boy                           | Make America Psycho Again |
| 2016 | Everybody                                       | Elliphant                              | Living Life Golden        |